# Seladonit
Seladonit – minerał ilasty z gromady krzemianów. Uwodniony glinokrzemian Na, K, Al, Mg, Fe. Nazwa pochodzi z języka francuskiego celadon czyli zieleń morska. Jego kryształy są zwykle niedostrzegalne gołym okiem. Zazwyczaj występuje w skupieniach zbitych. Minerał ten jest zbliżony pod względem chemizmu i wyglądu do glaukonitu. 

## Właściwości
Krystalizuje w układzie jednoskośnym. Okazy, zwykle drobne, charakteryzują się łuseczkowym pokrojem. Zazwyczaj występuje w skupieniach masywnych, porowatych, proszkowych, ziemistych i drobnołuseczkowych. Tworzy naskorupienia, żyłki, naloty i wypełnienia pustek skalnych. Jest minerałem miękkim, przeświecającym do nieprzezroczystego. Posiada matowy połysk i nierówny przełam.

## Występowanie
Genezą dla tego minerału są procesy hydrotermalne oraz procesy wietrzenia zachodzące w środowisku lądowym. Najczęściej tworzy się w wyniku przeobrażenia minerałów maficznych, głównie oliwinu i augitu, w zasadowych skałach wylewnych, takich jak bazalty i melafiry, a także w ich tufach. Towarzyszą mu zwykle kalcyt, chalcedon, stilbit, kwarc, ametyst, hematyt, heulandyt, zeolity, chloryty oraz montmorylonit. 

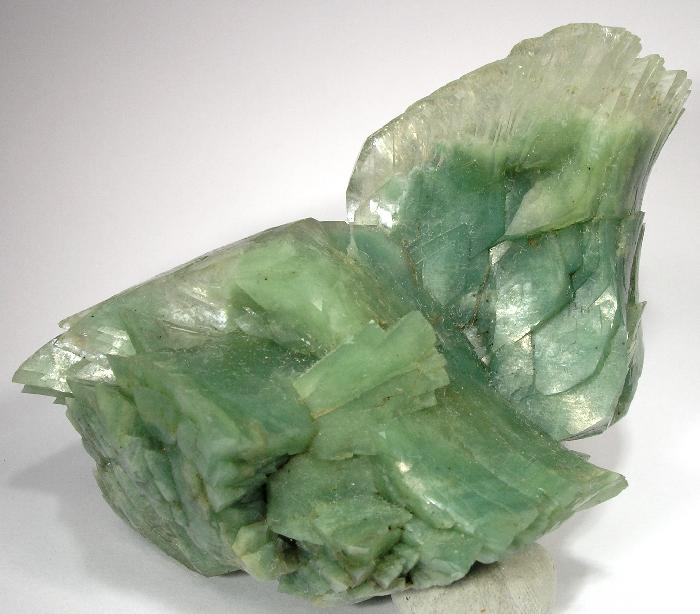